# 미콜라시 요세프
미콜라시 요세프(Mikoláš Josef, 1995년 10월 4일 ~ )는 체코의 가수이다. 유로비전 송 콘테스트 2018에서 체코 대표로 참가했다.